# Anauxesida
Anauxesida är ett släkte av skalbaggar. Anauxesida ingår i familjen långhorningar.
Kladogram enligt Catalogue of Life:
| Anauxesida | \| \| Anauxesida amaniensis \| \| \| \| \| \| Anauxesida camerunica \| \| \| \| \| \| Anauxesida cuneata \| \| \| \| \| \| Anauxesida fuscoantennalis \| \| \| \| \| \| Anauxesida guineensis \| \| \| \| \| \| Anauxesida haafi \| \| \| \| \| \| Anauxesida insularis \| \| \| \| \| \| Anauxesida lineata \| \| \| \| \| \| Anauxesida longicornis \| \| \| \| \| \| Anauxesida nimbae \| \| \| \| \| \| Anauxesida orientalis \| \| \| \| \| \| Anauxesida tanganjicae \| \| \| \| |
|            | \| \| Anauxesida amaniensis \| \| \| \| \| \| Anauxesida camerunica \| \| \| \| \| \| Anauxesida cuneata \| \| \| \| \| \| Anauxesida fuscoantennalis \| \| \| \| \| \| Anauxesida guineensis \| \| \| \| \| \| Anauxesida haafi \| \| \| \| \| \| Anauxesida insularis \| \| \| \| \| \| Anauxesida lineata \| \| \| \| \| \| Anauxesida longicornis \| \| \| \| \| \| Anauxesida nimbae \| \| \| \| \| \| Anauxesida orientalis \| \| \| \| \| \| Anauxesida tanganjicae \| \| \| \| |
|            | Anauxesida amaniensis |
|            | |
|            | Anauxesida camerunica |
|            | |
|            | Anauxesida cuneata |
|            | |
|            | Anauxesida fuscoantennalis |
|            | |
|            | Anauxesida guineensis |
|            | |
|            | Anauxesida haafi |
|            | |
|            | Anauxesida insularis |
|            | |
|            | Anauxesida lineata |
|            | |
|            | Anauxesida longicornis |
|            | |
|            | Anauxesida nimbae |
|            | |
|            | Anauxesida orientalis |
|            | |
|            | Anauxesida tanganjicae |
|            | |